# Radiměř

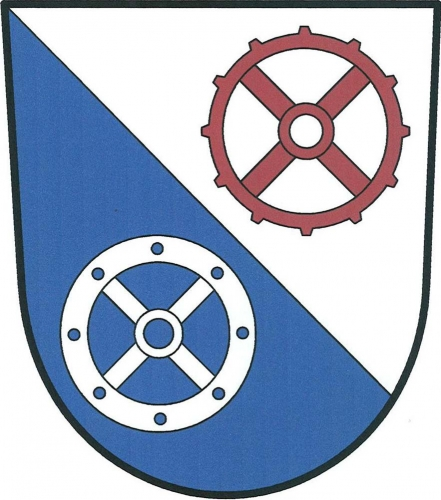
Radiměřs vapen.

Radiměř (tyska Rothmühl) är en by i den tjeckiska administrativa regionen Pardubice. Orten hade 1 099 invånare år 2006.